# Fixby
Fixby är en stadsdel i Huddersfield, i distriktet Kirklees, i grevskapet West Yorkshire, i England. Fixby var en civil parish från 1866 till 1937 då den blev en del av Huddesfield, Elland och Brighouse. Denna civil parish hade 582 invånare år 1931. Byn nämndes i Domedagsboken (Domesday Book) år 1086, och kallades då Fechesbi.